# スヴァリイェ級海防戦艦
| スヴァリイェ級海防戦艦       | スヴァリイェ級海防戦艦 |
| ---------------------------- | --- |
| 竣工時のスヴァリイェ。       | |
| 近代化改装後のスヴァリイェ。 | |
| 艦級概観                     | |
| 艦種                         | 海防戦艦 |
| 艦名                         | 人名 |
| 前級                         | オスカー2世 |
| 次級                         | |
| 性能諸元（竣工時）           | |
| 排水量                       | 常備：6,852トン 満載：7,820トン |
| 全長                         | 119.7m （ドロットニング・ヴィクトリア、グスタフ5世：121.0m） |
| 全幅                         | 18.6m |
| 吃水                         | 6.7m |
| 機関                         | ヤーロー式石炭専焼缶12基 （1938年にスヴァリイェのみ：ペノエ式重油専焼水管缶4基に換装） +カーチス式高速・低速直結タービン機関2組4軸推進 （ドロットニング・ヴィクトリア、グスタフ5世：ウエスチングハウス式ギヤード・タービン2基2軸推進） |
| 最大 出力                    | 20,000hp （ドロットニング・ヴィクトリア、グスタフ5世：22,000hp） |
| 最大 速力                    | 22.5ノット （ドロットニング・ヴィクトリア、グスタフ5世：23.2ノット） |
| 航続 距離                    | 14ノット/2,720海里 （ドロットニング・ヴィクトリア、グスタフ5世：14ノット/3,280海里） |
| 乗員                         | 450名 （戦時：553名（スヴァリイェ）、590名（ドロットニング・ヴィクトリア、グスタフ5世）） |
| 兵装                         | 竣工時：ボフォース 1912年型 28.3cm（44口径）連装砲2基 ボフォース 1912年型 15.2cm（50口径）連装砲1基&同単装砲6基 ボフォース 1912年型 7.5ｃm（53口径）単装砲4基 ボフォース 1916年型 5.7ｃm（21.3口径）単装砲2基 6.5ｍｍ単装機銃2丁 45ｃｍ水中魚雷発射管2基 1939年：ボフォース 1912年型 28.3cm（44口径）連装砲2基 ボフォース 1912年型 15.2cm（50口径）連装砲1基&同単装砲6基 ボフォース 1928年型 7.5ｃm（60口径）連装高角砲2基 ボフォース 1936年型 4ｃm（56口径）連装機関砲3基 ボフォース 1932年型 2.5ｃm（58口径）連装機関砲2基 ボフォース 1940年型 2ｃm（66口径）単装機関砲3基 ボフォース 1936年型 8ｍｍ連装機銃2丁 |
| 装甲                         | 舷側：203mm（水線部） 甲板：50mm（主甲板） 主砲塔：203mm（前盾） 副砲塔：125mm（前盾） バーベット部：203mm シタデル：100mm 司令塔：175mm |
| 航空 兵装                    | なし（1930年：水上機1基） |

スヴァリイェ級海防戦艦 (スウェーデン語:Sverige klass pansarskepp) は、スウェーデン海軍の装甲艦の艦級である。
Pansarskeppの定義が各国で異なり、日本では一般的に海防戦艦と呼称する。
同型艦は「スヴァリイェ (Sverige) 」、「ドロットニング・ヴィクトリア (Drottning Victoria) 」 、「グスタフ5世 (Gustav V) 」の3隻である。

## 概要
スウェーデン海軍は自国の沿岸防御のために、1906年度海軍計画において海防戦艦3隻の整備を計画した。これがスヴァリィエ級装甲艦である。しかし、設計が進むにつれて本級の建造時には世界は弩級戦艦の時代に入っており
- 速力は他国の戦艦並が好ましい
- 耐候性を上げるために艦形は大型化させる
- 主砲は前弩級戦艦並が効果的である
- 水線部の防御は他国の装甲巡洋艦の攻撃に耐える事
- 機動性は装甲巡洋艦フィルギアと同等が好ましい
- 主機関はタービン機関を採用すべき

などの研究結果を反映した結果、主砲は国産の28.3cm砲が開発・採用され、前級よりも艦形が大型化して7000トン台となった他、タービン機関の採用もあって速力は22ノットを超える高速性を発揮していた。このために当初の予算よりもコストがかかり予算が降りず、1番艦の建造予算の一部には国民からの拠金もあったが1911年になってようやく建造が始まった。2番・3番艦は政府の資金で建造された。しかし、建造途中で第一次世界大戦が勃発し、建造資材の不足で建造が伸び、就役は同大戦後となった。
本級は1920年代と1930年代の二度にわたって近代化改装を行い、弩級戦艦と見間違えるような外見に変貌した。
なお本級の「ドロットニング・ヴィクトリア (Drottning Victoria) 」 がジョージ6世戴冠記念観艦式にスウェーデン海軍の旗艦として参列した際に、外洋航行能力を持たないフィンランド海軍のイルマリネン級海防戦艦「イルマリネン (Ilmarinen) 」をイギリスまで曳航したという逸話がある。
そもそもジョージ6世戴冠記念観艦式に参加したフィンランド海軍の海防戦艦は「ヴァイナモイネン (Väinämöinen) 」である。また「ドロットニング・ヴィクトリア」が「ヴァイナモイネン」を曳航したという事実もない。
1960年代に順次、退役した。

## 艦形

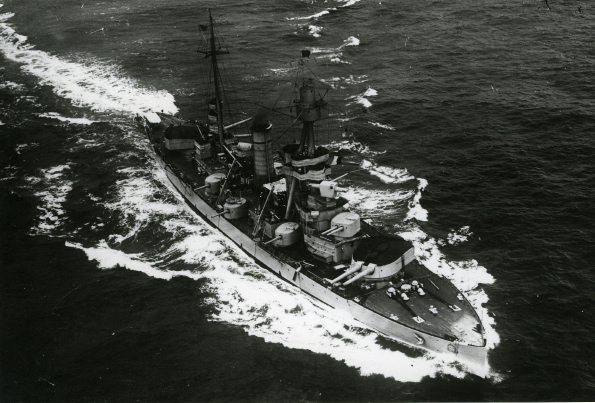
近代化改装後の「ドロットニング・ヴィクトリア」

本級の船体形状は当時の主流である平甲板型船体で、艦首構造は冬は氷に閉ざされるバルト海で行動するために砕氷構造を持ち、艦首から艦尾に向けてなだらかに傾斜する甲板から前向きに「ボフォース 1912年型 28.3cm（44口径）砲」を連装砲塔に収めて1基を配置し、その後部から上部構造物が始まり、甲板1段分上がって副砲の「ボフォース 1912年型 15.2cm（50口径）速射砲」を連装砲塔に収めて1基を配置していた。艦橋構造は司令塔を下部に組み込んだ箱型とし、後部に単脚式の前部マストが立つ。
船体中央部に2本煙突が立ち、その周囲は艦載艇置き場となっており、2本1組のボート・ダビッドが片舷2組ずつ計4組と後部マストの後部単脚檣の基部に1基ついたジブ・クレーンにより運用された。後部見張り所で上部構造物は終了し、一段下がった後部甲板上に28.3cm連装砲が後ろ向きに1基配置された。舷側甲板上には15.2cm砲が単装砲塔に収められ、片舷3基ずつ計6基が配置された。この武装配置により艦首方向に最大で28.3cm砲2門・15.2cm砲4門が指向でき、舷側方向に最大で28.3cm砲4門・15.2cm砲5門が指向できた。
各艦の船体サイズの相違は以下の通り。
| 艦名         | 常備排水量 | 満載排水量 | 全長   | 水線長 | 全幅  | 吃水 |  |
| ------------ | ---------- | ---------- | ------ | ------ | ----- | ---- |  |
| スヴァリイェ | 6,852トン  | 7,516トン  | 120.0m | 119.7m | 18.6m | 6.5m |  |
| 後の2艦      | 7,125トン  | 7,633トン  | 121.6m | 120.9m | 同上  | 6.7m |  |

前述の1920年代の近代化改装で単脚式の前檣は、頂上部に4つの信号ヤードの付いた射撃方位盤室を持つ多層構造の三脚檣に改装され、後檣は撤去され、替わりに2番煙突の上部の左右に信号ヤードが設置された。また、船体の各所に対空火器が増設された。
1930年代の近代化改装で機関の換装が行われ、一番に目を引くのは煙突の形状で、「スヴァリイェ」は1番煙突を途中で後方に折り曲げて2番煙突に強く接近させた形状となった。「グスタフ5世」は2本の煙突の上部をそれぞれ結合させた複雑な形状となった。「ドロットニング・ヴィクトリア」は改装前と同様に2本煙突のままである。このため、他国海軍からは煙突の形状を見れば艦名識別は一目瞭然となってしまった。

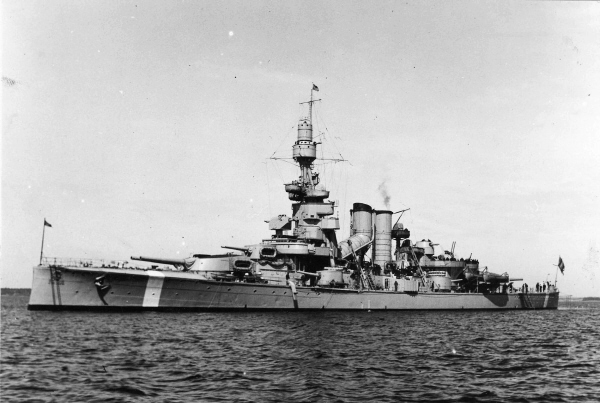
近代化改装後の「スヴァリイェ」
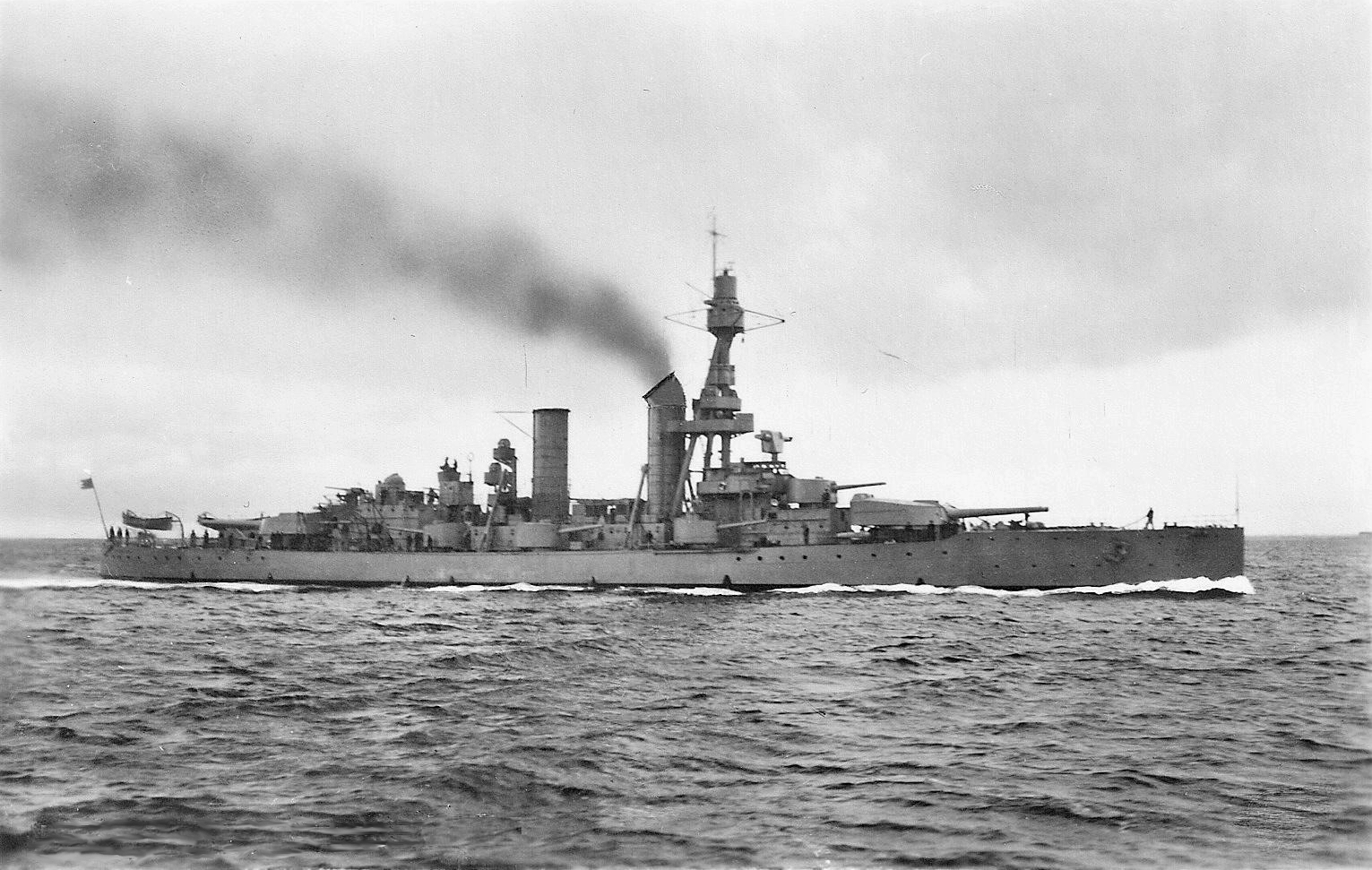
近代化改装後の「ドロットニング・ヴィクトリア」
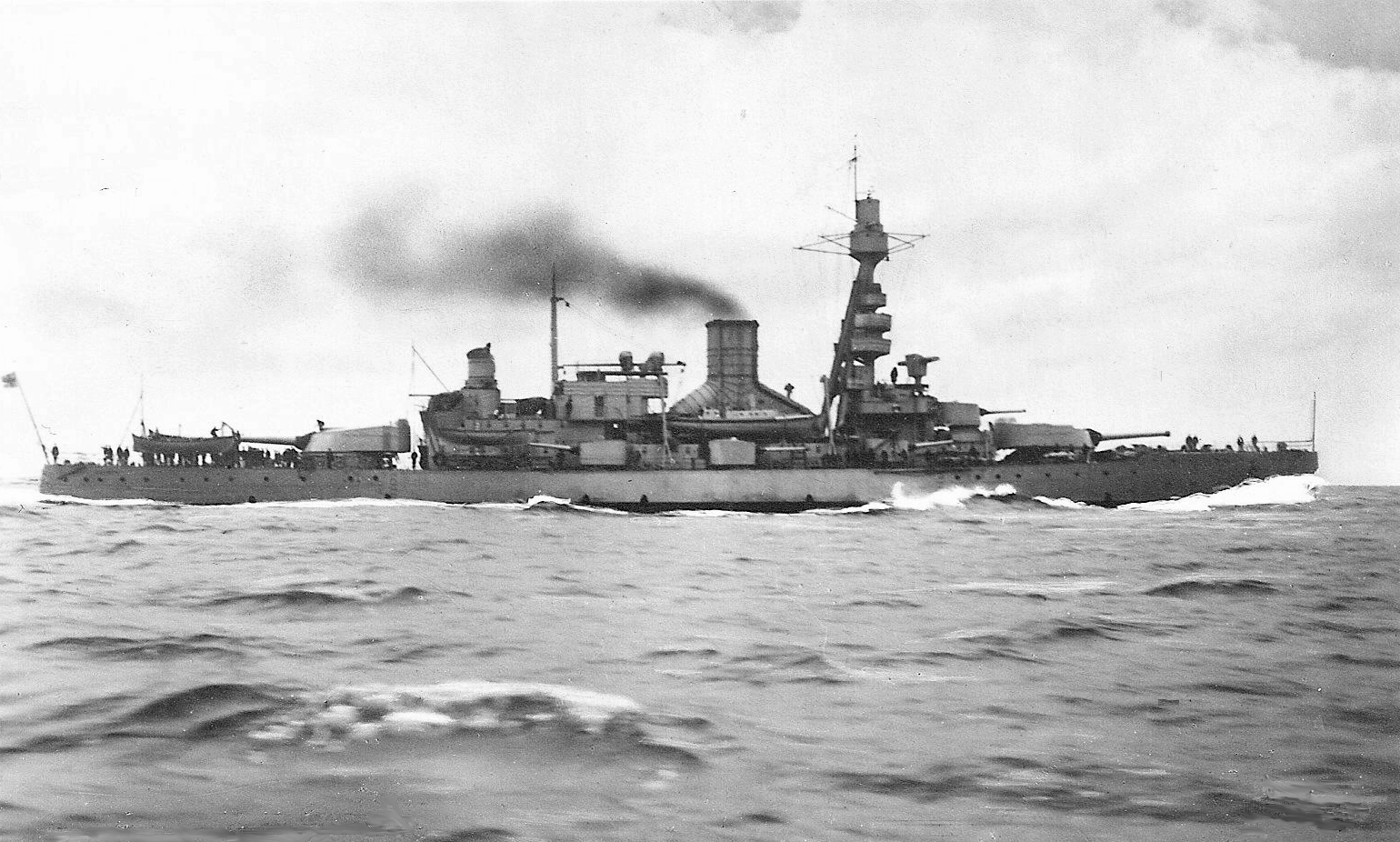
近代化改装後の「グスタフ5世」
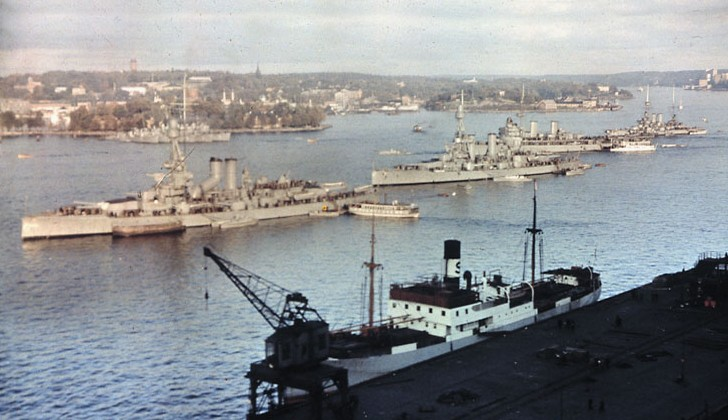
1937年の沿岸艦隊。「スヴァリイェ」の煙突形状に注目。

## 武装

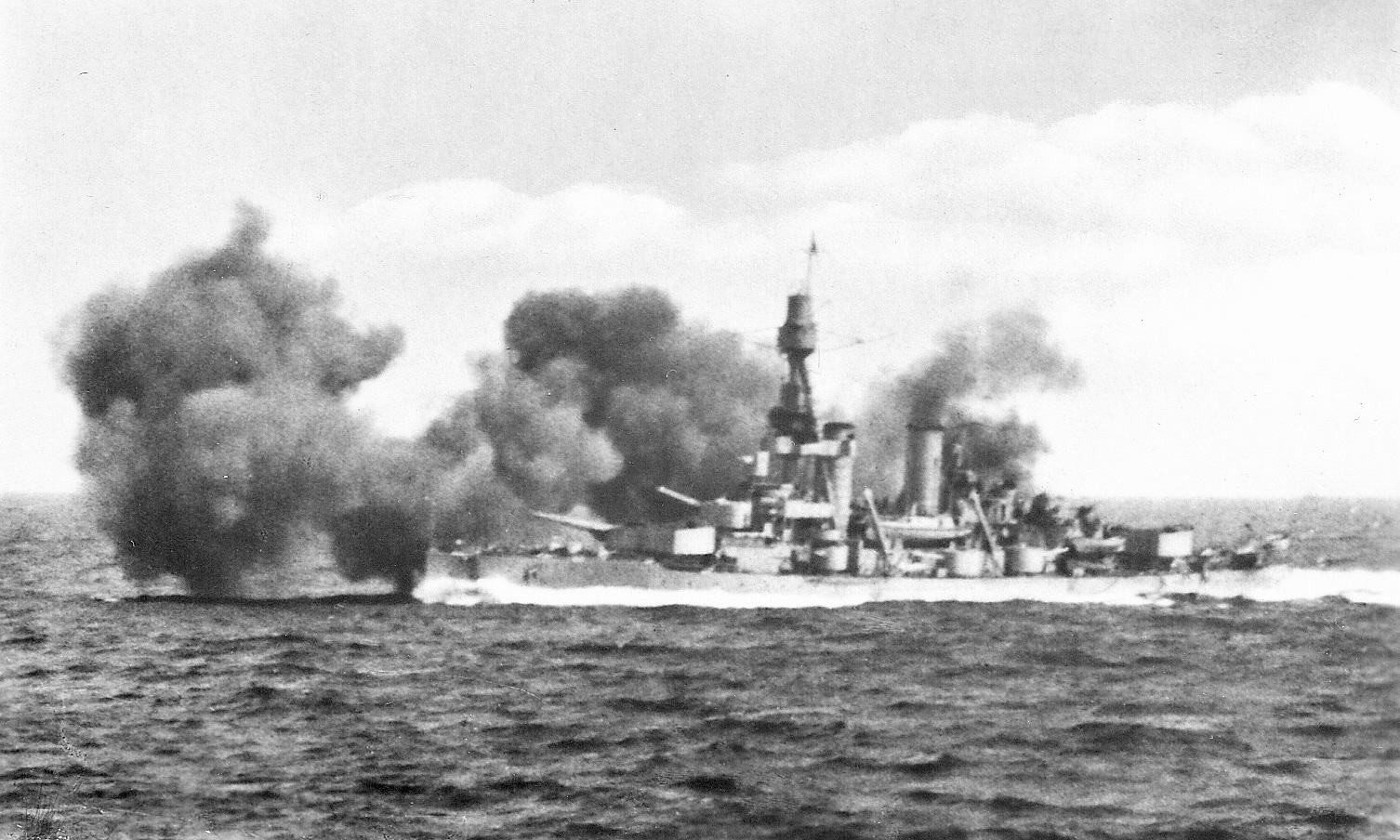
主砲と副砲を右舷側斉射する「ドロットニング・ヴィクトリア」。

### 主砲

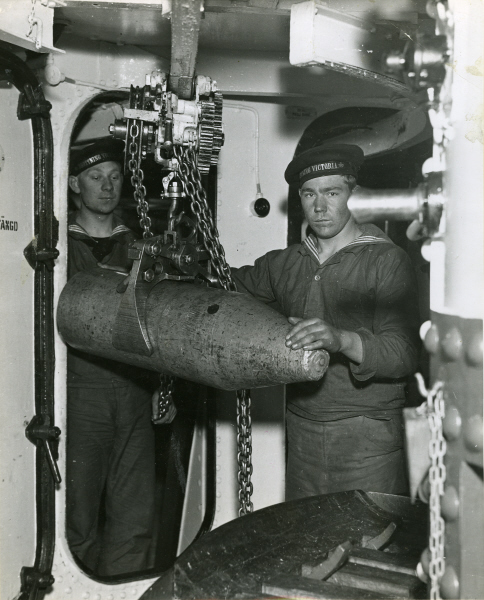
28.3cm砲弾の装填。

主砲は新設計の「Model 1912 年型 28cm（45口径）砲」を採用している。性能は重量305kgの砲弾を最大仰角18度で19,600mまで到達し、射程18,000mで舷側装甲155mmと甲板装甲87mm、射程6,000mで350mmを貫通できるこの砲を新設計の連装砲塔に収め、砲塔1基あたり約413トンの重量があった。砲身の仰能力は仰角18度・俯角5度で左右の旋回角度は150度であった。砲弾は装填角度5度で発射速度は毎分3～4発である。1930年の改装で仰角を25度まで高め、先端のとがった新型砲弾で射程29,000mとなった。

### 副砲、その他の備砲
副砲は新設計の「Model 1912 年型 15.2cm（50口径）速射砲」を採用した。その性能は重量46kgの砲弾を最大仰角30度で13,716mまで届かせることが出来た。俯仰能力は仰角30度・俯角5度で、旋回角度は120度の旋回角度を持っていた。発射速度は毎分3～4発である。

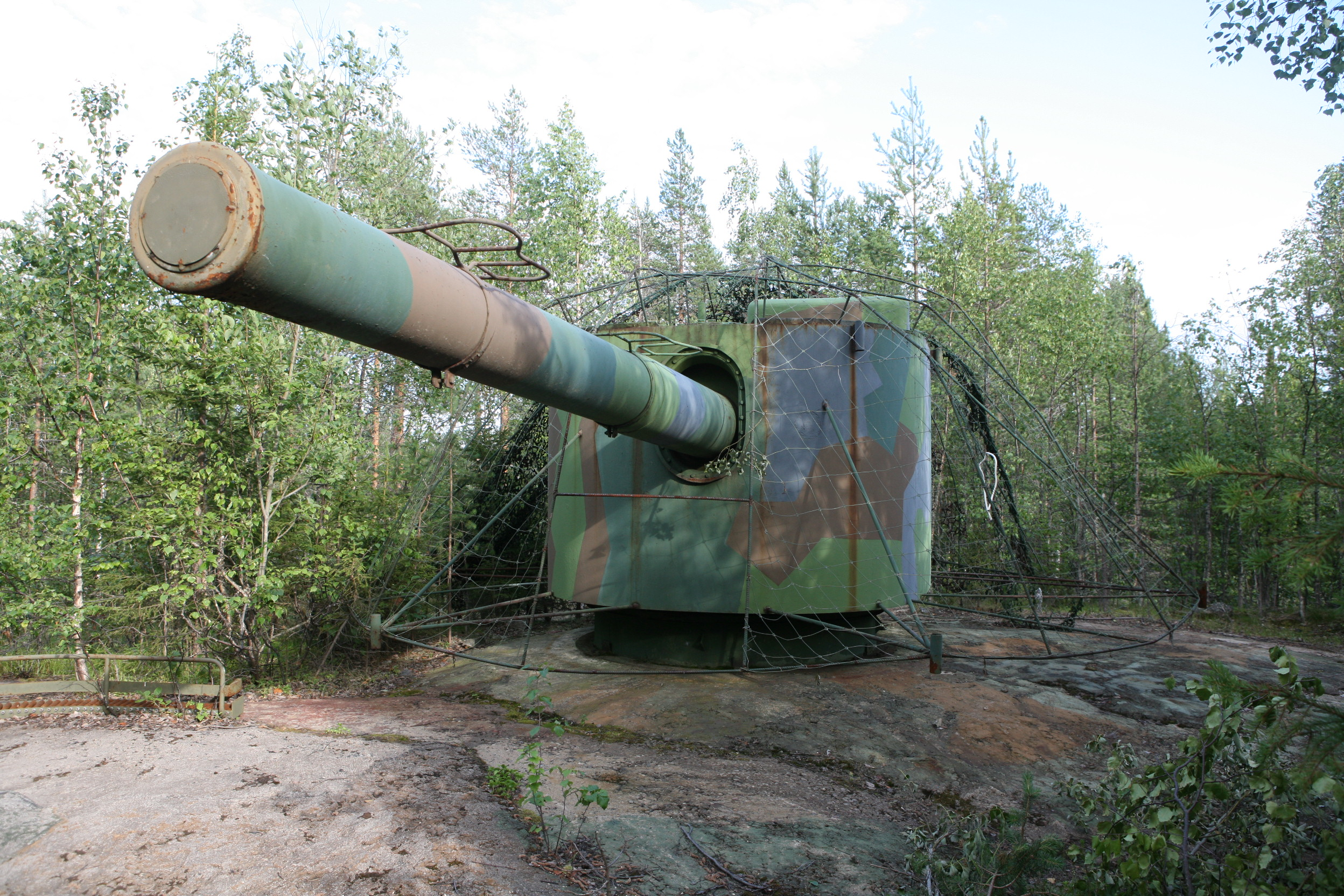
15.2cm（50口径）速射砲。
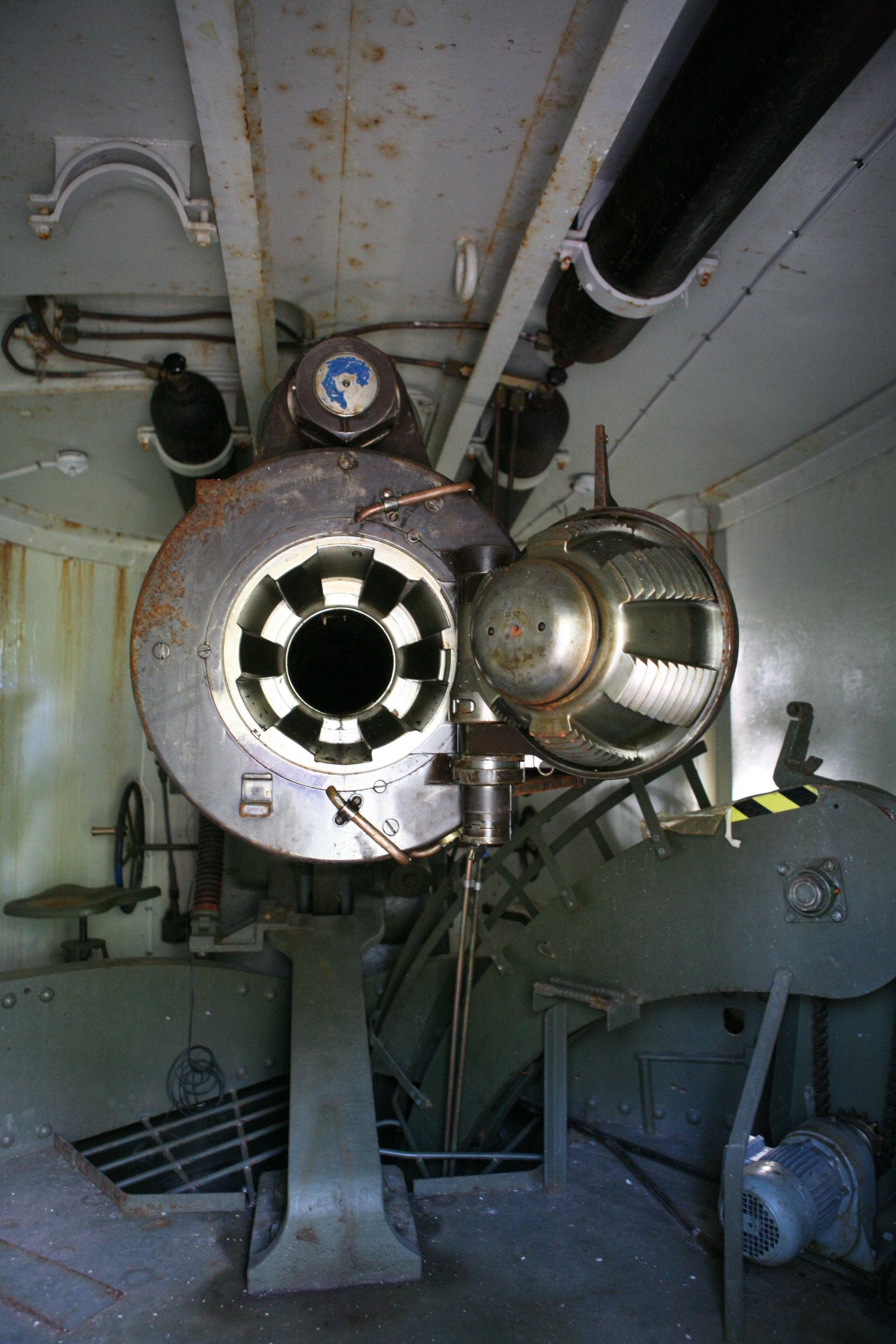

他に対水雷艇用に「ボフォース 1912年型 7.5ｃm（53口径）速射砲」を単装砲架で4基、「ボフォース 1916年型 5.7ｃm（21.3口径）カノン砲」を単装砲架で2基、8ｍｍ単装機銃2丁。対艦攻撃用に45ｃｍ魚雷発射管を水線下に片舷1基ずつ単装で2基を装備した。

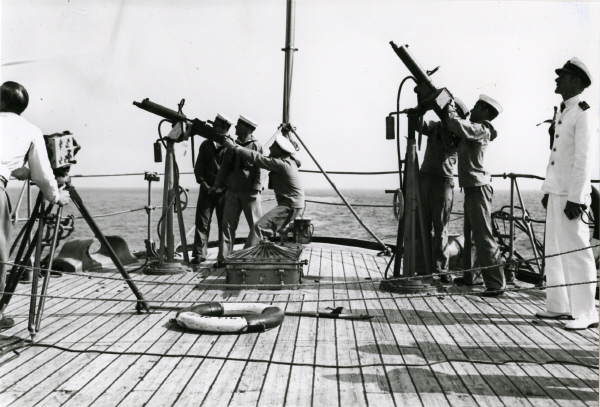
「ドロットニング・ヴィクトリア」の8mm機銃
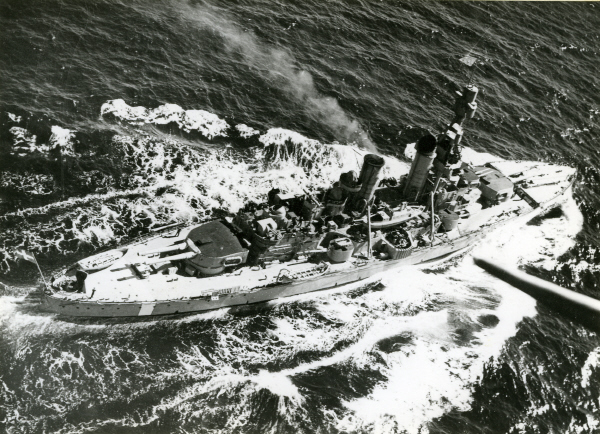
対空火器を強化した「ドロットニング・ヴィクトリア」
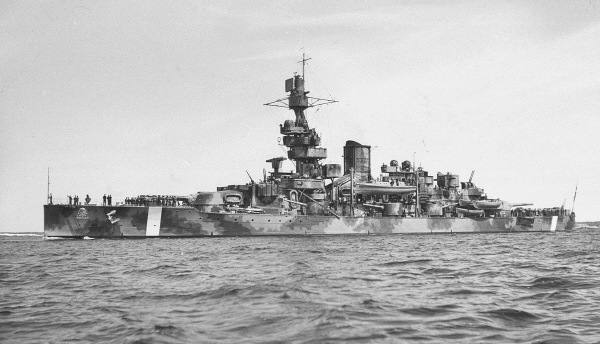
対空火器を強化した「グスタフ5世」

### 就役後の武装転換
「スヴァリイェ」
| 年代         | 主砲                      | 副砲                                               | 備砲                                                      | 高角砲                       | 機関砲                     | 機銃                                                  | その他            |
| ------------ | ------------------------- | -------------------------------------------------- | --------------------------------------------------------- | ---------------------------- | -------------------------- | ----------------------------------------------------- | ----------------- |
| （就役時）   | 28.3cm（44口径）連装砲2基 | 15.2cm（50口径）連装速射砲1基 &15.2cm単装速射砲6基 | 7.5cm（50口径）単装速射砲6基 5.7cm（55口径）単装速射砲2基 | なし                         | なし                       | 8mm（80口径）単装機銃2基                              | 45cm魚雷発射管2門 |
| （1933年時） | ←                         | ←                                                  | 5.7cm（55口径）単装速射砲2基                              | 7.5cm（60口径）連装高角砲2基 | なし                       | 8mm（80口径）単装機銃2基                              | 撤去              |
| （1940年時） | ←                         | 15.2cm単装速射砲6基                                | ←                                                         | ←                            | 4cm（56口径）連装機関砲2基 | 2.5cm（58口径）連装機関砲2基 8mm（80口径）単装機銃2基 | 撤去              |
| （1942年時） | ←                         | 15.2cm単装速射砲6基                                | ←                                                         | ←                            | 4cm（56口径）連装機関砲3基 | 2cm（66口径）連装機関砲2基 8mm（80口径）単装機銃2基   | 撤去              |

「ドロットニング・ヴィクトリア」
| 年代         | 主砲                      | 副砲                                               | 備砲                                                      | 高角砲                       | 機関砲                     | 機銃                                                  | その他                            |
| ------------ | ------------------------- | -------------------------------------------------- | --------------------------------------------------------- | ---------------------------- | -------------------------- | ----------------------------------------------------- | --------------------------------- |
| （就役時）   | 28.3cm（44口径）連装砲2基 | 15.2cm（50口径）連装速射砲1基 &15.2cm単装速射砲6基 | 7.5cm（50口径）単装速射砲6基 5.7cm（55口径）単装速射砲2基 | なし                         | なし                       | 8mm（80口径）単装機銃2基                              | 45cm魚雷発射管2門（1927年に撤去） |
| （1935年時） | ←                         | ←                                                  | 5.7cm（55口径）単装速射砲2基                              | 7.5cm（60口径）連装高角砲2基 | なし                       | 2.5cm（58口径）単装機関砲3基 8mm（80口径）単装機銃2基 | ←                                 |
| （1941年時） | ←                         | 15.2cm単装速射砲6基                                | ←                                                         | ←                            | 4cm（56口径）連装機関砲2基 | 2.5cm（58口径）単装機関砲5基 8mm（80口径）単装機銃2基 | ←                                 |
| （1942年時） | ←                         | ←                                                  | ←                                                         | ←                            | ←                          | 2.5cm（58口径）単装機関砲7基 8mm（80口径）単装機銃2基 | ←                                 |
| （1943年時） | ←                         | ←                                                  | ←                                                         | ←                            | 4cm（56口径）連装機関砲3基 | 2cm（66口径）単装機関砲7基 8mm（80口径）単装機銃2基   | 国産レーダー搭載                  |

「グスタフ5世」
| 年代         | 主砲                      | 副砲                                               | 備砲                                                      | 高角砲                       | 機関砲                     | 機銃                                                                  | その他            |
| ------------ | ------------------------- | -------------------------------------------------- | --------------------------------------------------------- | ---------------------------- | -------------------------- | --------------------------------------------------------------------- | ----------------- |
| （就役時）   | 28.3cm（44口径）連装砲2基 | 15.2cm（50口径）連装速射砲1基 &15.2cm単装速射砲6基 | 7.5cm（50口径）単装速射砲6基 5.7cm（55口径）単装速射砲2基 | なし                         | なし                       | 8mm（80口径）単装機銃2基                                              | 45cm魚雷発射管2門 |
| （1930年時） | ←                         | ←                                                  | ←                                                         | 7.5cm（60口径）連装高角砲2基 | なし                       | 8mm（80口径）単装機銃2基                                              | 撤去              |
| （1937年時） | ←                         | 15.2cm単装速射砲6基                                | ←                                                         | 7.5cm（60口径）連装高角砲2基 | 4cm（56口径）連装機関砲2基 | 2.5cm（58口径）連装機関砲2基&同単装機関砲4基 8mm（80口径）単装機銃2基 | ←                 |
| （1942年時） | ←                         | ←                                                  | ←                                                         | 7.5cm（60口径）連装高角砲2基 | 4cm（56口径）連装機関砲3基 | 2cm（66口径）連装機関砲2基&同単装機関砲4基 8mm（80口径）単装機銃2基   |                   |

## 機関

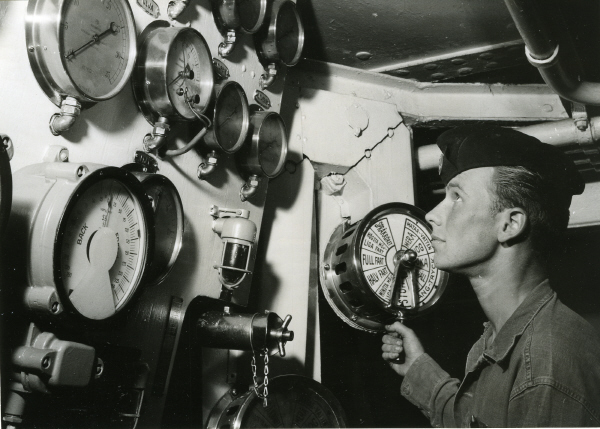
写真は「ドロットニング・ヴィクトリア」の機関室。

機関配置は機関区前部にボイラー室、後部に機関室を配置するオーソドックスな様式であった。ボイラー6基あたり煙突は1本で2本煙突となった。
ボイラー形式は3隻とも同じでヤーロー式石炭・重油混焼水管缶12基だが、推進機関は1番艦と2番艦以降で異なり、「スヴァリィエ」はウエスチングハウス式直結タービンを低速型と高速型を1組とする2組4軸推進であった。一方、「ドロットニング・ヴィクトリア」と「グスタフ5世」はモータラ（Motala）式ギヤード・タービンを2基2軸推進となっていた。燃料は石炭776トンと重油100トンである。
就役後の1930年後半に3隻は機関の更新が行われた。「スヴァリィエ」はペノエ式重油専焼水管缶4基で最大出力は25,400馬力。「ドロットニング・ヴィクトリア」「グスタフ5世」はヤーロー式6基とペノエ式2基の混載となり出力は23,900馬力と異なった。。この時に石炭が廃止されたために燃料タンクは重油のみとなり、搭載量は273トンに増加された。

## 防御

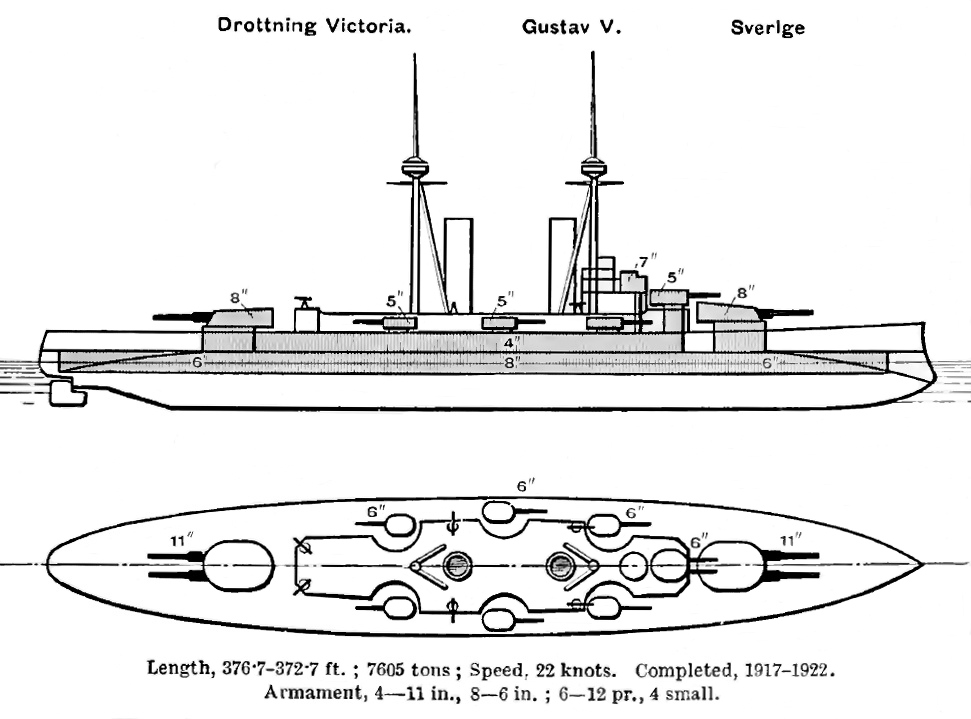
1923年時の武装・装甲の配置を示した図

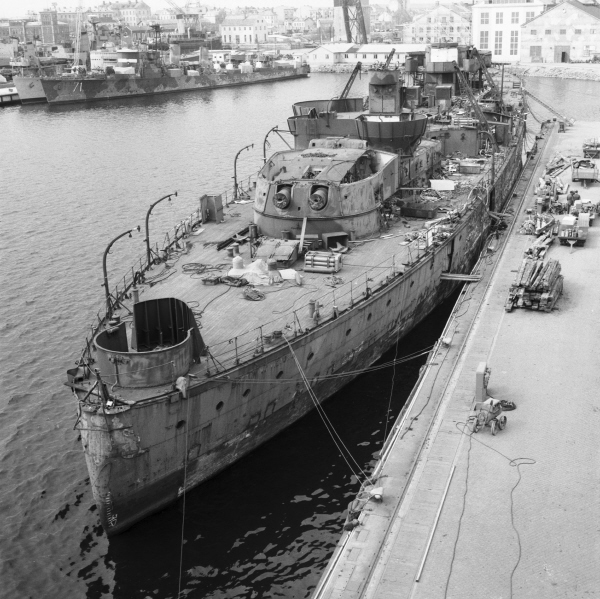
解体途中の「ドロットニング・ヴィクトリア」。主砲塔の装甲の厚みが良く判る写真。

本級の装甲様式は前級に引き続き全体防御であったが、艦形の大型化により防御重量は排水量の約26%にも達した。装甲はニッケル鋼製でチーク材の上からボルトで留められた。しかし、水雷防御用の水線下の装甲は無く、対応防御として船体は水密隔壁により13のブロックに分けられていた。
舷側防御は高さ2ｍの水線部装甲が最も厚い部分で203mmから末端部は152mmへとテーパーした。艦首と艦尾部は152mmから102mmであった。水線部から上の舷側装甲は100mm装甲が主砲塔の間に貼られた。水平防御は主甲板の平坦部は30mm、舷側装甲に接する傾斜部は45mmが貼られた。
主砲塔は最厚部で203mmで側面部は130mmでしかなく、バーベットも同様に甲板上は203mmであるが甲板下は150mmであった。副砲塔は最厚部で130mmで副砲バーベットは甲板上は100mmであった。

## 同型艦
- スヴァリイェ（スウェーデン語版） (Sverige)

1912年12月12日にヨーテボリ造船所にて起工、1915年3月5日進水、1921年3月12日竣工、1958年解体。
- ドロットニング・ヴィクトリア（スウェーデン語版） (Drottning Victoria)

1915年7月にヨーテボリ造船所にて起工、1917年進水、1921年12月3日竣工、1958年解体。
- グスタフ5世（スウェーデン語版） (Gustav V)

1914年12月にマルメ造船所にて起工、1918年1月31日進水、1922年12月12日竣工、1970年解体。

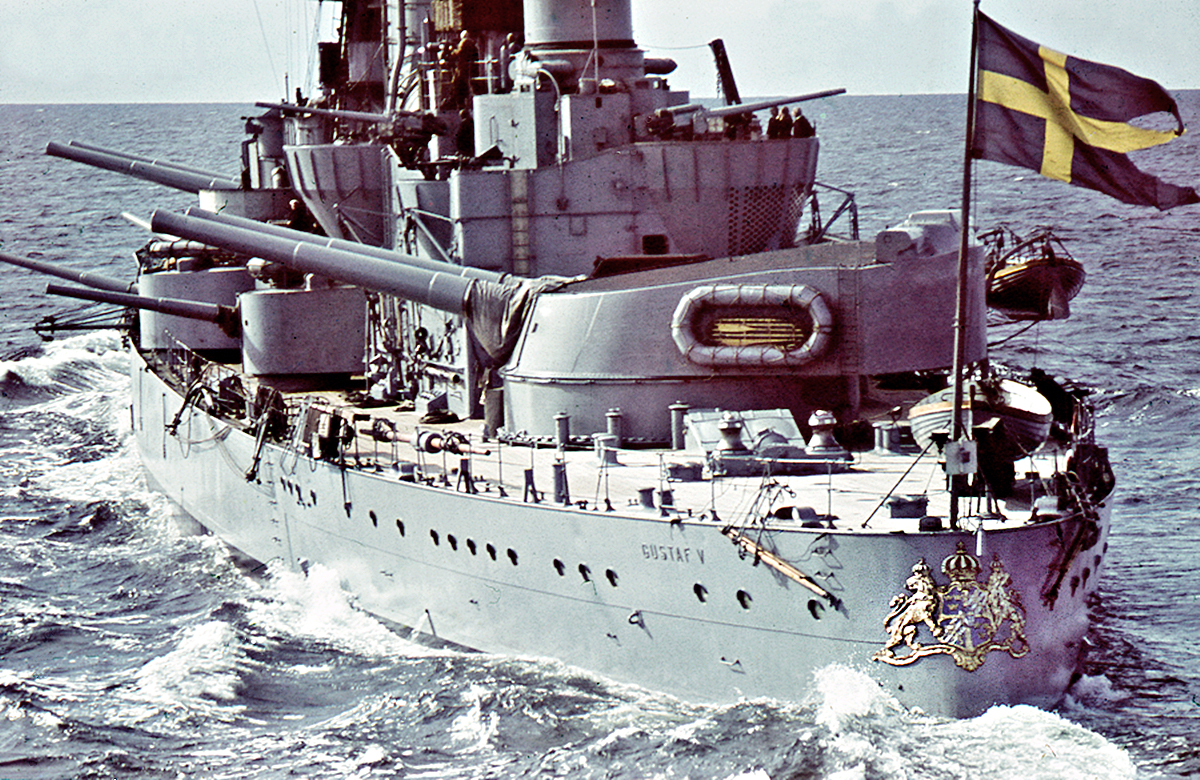
艦尾から撮影された近代化改装後の「グスタフ5世」
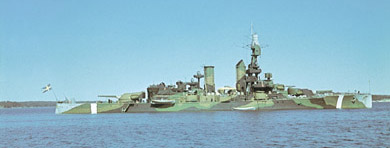
右舷から撮影された近代化改装後の「ドロットニング・ヴィクトリア」
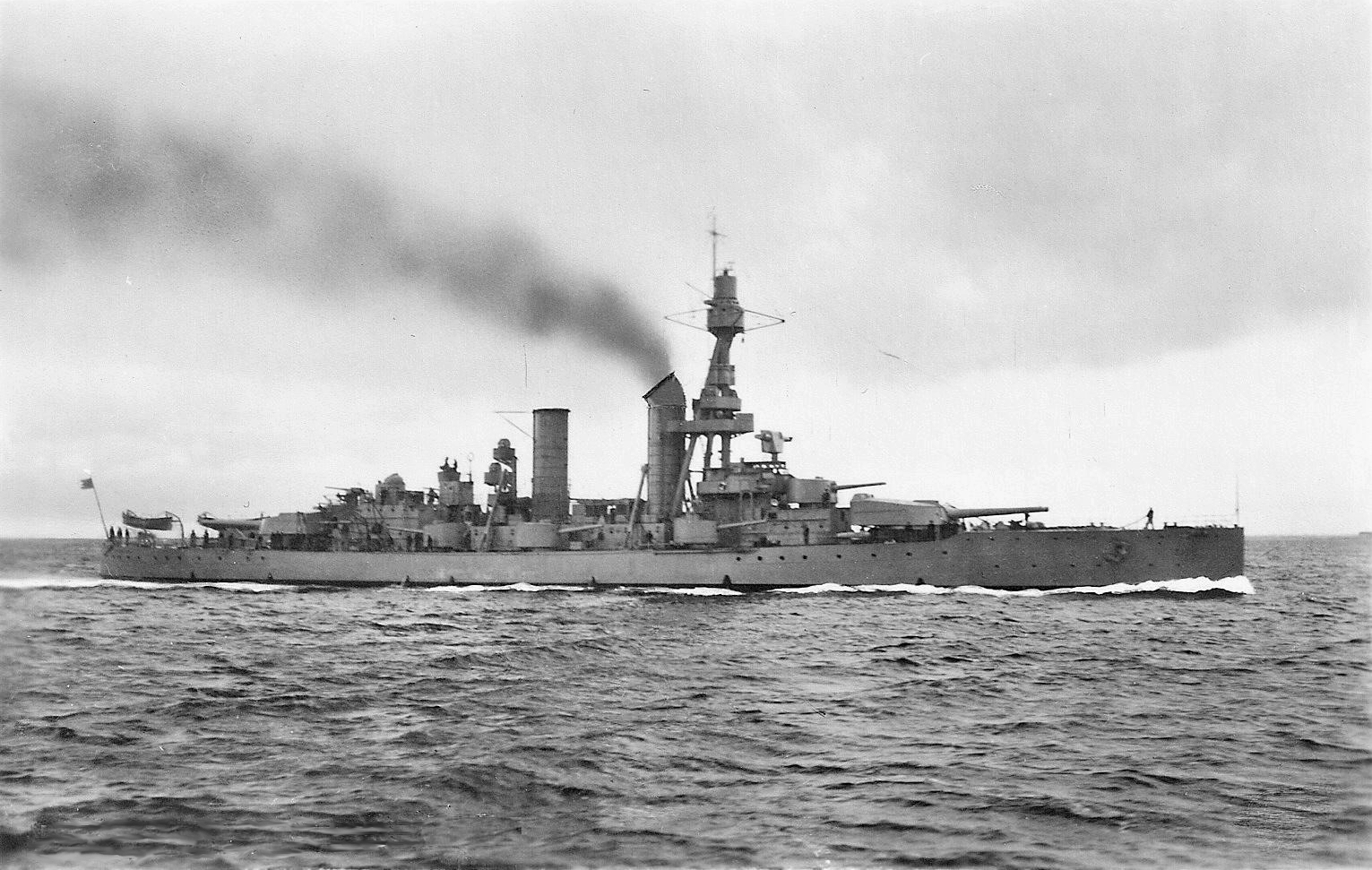
艦尾から撮影された近代化改装後の「ドロットニング・ヴィクトリア」

### 注
1. ↑  九、瑞典[1](中略)沿岸防禦艦隊は海防艦(小型戰艦)三隻、飛行機搭載艦一隻、驅逐艦八隻、ヴェデット・ボートと掃海艇とで合計八隻、潜水艦十隻及び若干の雑艦艇から成立つてゐる。(中略)彼のスヴェリジ級(Sverige)の諸海防戰艦に對しては、或る程度の近代的改造が行はれてある。而して其の所要經費は五三,〇〇〇,クローネとなるであらう。(以下略)
2. ↑  イギリスは海防艦 (Coast Defense Ships) もしくは戦艦と呼称[2] 、ドイツ海軍の分類ではPanzerschif（いわゆるポケット戦艦）もしくはKüstenpanzerschiff（沿岸防御装甲艦）となる。
3. ↑  「スヴェリィジ」とも[3]。
4. ↑  装甲巡洋艦「ヴィクトリア女王号 (Queen Victoria) 」とも[4]。
5. ↑  ヴァイナモイネン級沿岸防備艦とも[6]。